# Синци (подвеска)
Подвеска «Синци» 行气玉佩 — условное название уникального объекта, являющегося наиболее ранним письменным свидетельством практики цигун в Китае.
Объект представляет собой яшмовый цилиндр 5,2 х 3,4 см, на каждой из 12 граней которого выгравированы по три иероглифа, излагающие теорию дыхательного упражнения. Название подвески дано по первым двум иероглифам, 行氣 «циркуляция ци». Текст содержит 36 иероглифов и знаки удвоения, и таким образом общее количество знаков составляет 45 (напр., 蓄則伸，伸則下，下則定 вместо написанного 蓄則伸 " 則下 " 則定). Повторения иероглифов в надписи представляют собой пример анадиплосиса (риторической техники, широко распространенной в литературе эпохи Воюющих Царств).
Объект был приобретен в 1953 году Тяньцзиньским музеем, датируется ранним периодом Воюющих царств (475—221 до н. э.). Функция Синци не известна. Одной из интерпретаций является её отождествление с би 珌, драгоценным наконечником ножен (отсюда иногда используемое описание соответствующей надписи как 玉刀珌銘).